# 藤田徳之
藤田徳之（ふじた のりゆき、1963年 - ）は福井県出身の実業家。福井県鯖江で眼鏡メーカーを営む藤田尚徳の長男として産まれる。福井県立武生高等学校卒業、防衛大学校理工学部（ラグビー部第31期主将）卒業後、防衛庁陸上自衛隊東北方面航空隊第一ヘリコプター隊パイロット班で従事する。実父の尚徳の病を機に自衛隊を退官し、眼鏡事業を継ぐ。社長就任後、韓国・台湾・中国に先駆けて進出し海外眼鏡生産を手掛ける。2000年株式会社大創産業との取引を始める。眼鏡フレームメーカーの他、多角的事業を拡大し総合商社として株式会社Fujikon Holdings社長、2004年子会社Fujikon corporation株式会社他代表を務める。2012年株式会社オンデーズ社へ出資。2019年同社一部を売却。小説・ドラマ・舞台「破天荒フェニックス」のモデルとなった株式会社オンデーズが存続の危機に瀕した際、出資し再生に導いた人物である。　2023年ラグビーW杯フランス大会記念英仏日士官学校対抗ラグビー大会で防衛大チームを引率支援。同年、国会議員ラグビーワールドカップ2023フランス大会選手出場。

## 略歴
1979年‐福井県立武生高校入学
1982年‐防衛大学校入校
1986年‐防衛大学校ラグビー部第３１期主将・関東学院ラグビー連盟MVP選出
1987年‐防衛大学校理工学部卒業・訓練褒賞授与
1988年‐防衛庁 陸上自衛隊 東北 航空隊パイロット班所属
1990年‐藤田光学株式会社入社
2000年‐社団法人 鯖江青年会議所理事長
2001年‐社団法人 日本青年会議所 評議委員・福井ブロック協議会会長・北陸信越地区協議会副会長・福井県原子力協議会審議委員
2002年‐社団法人 日本青年会議所 理事・活力ある経済システム創造委員会委員長
2003年‐藤田光学株式会社 社長就任
2010年‐フジコンコーポレーション株式会社設立、代表取締役就任
2012年‐株式会社オンデーズ社外取締役就任・2億円の出資と同社再生に着手
2013年‐東日本大震災被災地 太陽光発電事業開始
2015年‐航空機オペレーティングリリース事業開始
2018年‐福井ランゲージアカデミー資本参画
2018年‐石川県金沢市プロバスケットボールチーム「武士団」支援
2019年‐社団法人プロチアダンス「チアドリーム」結成（元 福井商業高校チアダンスチーム「JETS」
2019年‐株式会社オンデーズ株の一部分を三井物産とLVMHグループに売却
2021年‐福井県鯖江市と防災協定締結
2022年‐株式会社オンデーズ保有全株式を総額550億円でインド最大手「Lenskart」に売却
2022年‐映画「おしょりん」制作委員会副委員長
2023年‐国会議員ラグビーワールドカップ2023フランス大会出場

## COVID-19への取組
2020‐2022年
- 福井県全29万世帯へのマスク券用マスク供給
- 福井県鯖江市の小中学校へ子供用マスク・除菌噴霧器贈呈
- 全国の医療機関・自治体559件へ医療マスク100万枚贈呈
- 東京都へ医療マスク提供
- 福井県庁教育委員会へマスク・除菌噴霧器贈呈
- 全国560件以上の医療機関へのマスク寄付完了
- 行政・医療機関・高齢者介護施設へ抗原検査キット１千個贈呈
- 鯖江市新成人へ抗原検査キット贈呈
- 高齢者介護施設へ抗原検査キット２千個贈呈

## 逸話

### 破天荒フェニックス
ノンフィクション小説「破天荒フェニックス オンデーズ再生物語」に登場する。前経営陣の残した14億円の債務超過を抱えていたオンデーズは、 資金ショートのXデーを控え存続の危機に瀕した時に、藤田徳之が計数億円を出資して再生に導くエピソード。
ドラマ
2020年1月5日 - 7日 「新春3夜連続ドラマ　破天荒フェニックス」 (テレビ朝日) - 藤林社長 役：升毅
舞台
2022年6月1日-5日 - 劇団TEAM-ODAC 第39回本公演『舞台・破天荒フェニックス～いつだって始まっている～』 藤田光学・藤田徳之 社長　役：半海一晃、脚本・演出 : 笠原哲平、主演 :伊﨑央登、劇場 :シアターサンモール
2022年12月7日-11日 - 劇団TEAM-ODAC 第40回本公演『舞台・破天荒フェニックス』 藤田光学・藤田徳之 社長　役：半海一晃、脚本・演出 : 笠原哲平、主演 : 伊崎央登、劇場 :俳優座劇場